# Куйвіжі
Куйвіжі (латис. Kuiviži) — частина міста Салацгріва Лімбазького краю. Звейнієкціємс розташований у місці, де річка Крішупіте впадає в Ризьку затоку Балтійського моря. Тут знаходиться невеликий порт Куйвіжу, кемпінг і відпочинковий комплекс «Kapteiņu osta», а також інші, менші туристичні житла для літніх відпочиваючих, магазин і садівництво. Головна дорога A1 (Via Baltica - E67) проходить через Куйвіжі.
Куйвіжі знаходиться в біосферному заповіднику Північне Відземе, прибережна смуга на північ від порту Куйвіжі є частиною природного заповідника Рандуплява. Відстань до центру Салацгріваса становить 4,5 км, до Риги - 107 км, до Айнажі - 7,5 км.

## Історія
У 1933 році в Куйвіжі було засновано Товариство приморських рибалок Айнажі «Салакас», яке в 1938 році було перейменовано в Товариство рибалок Куйвіжу «Вірсайтіс», у 1939 році було додано Кооператив морських рибалок Айнажі «Кайя», але за часів Латвійської РСР воно було перейменовано на Товариство рибалок колгосп «Енкурс».
У 1977 році південну частину села було приєднано до Салацгріви, але малонаселена частина Куйвіжу залишилася як село Куйвіжу в волості Салацгріва.
| Прапор Латвії | Це незавершена стаття про Латвію. Ви можете допомогти проєкту, виправивши або дописавши її. |